# Still the one
Still the one is een single van Orleans. Het is afkomstig van hun album Waking and dreaming. Het zou hun grootste hit blijven. Dat is wel alleen te danken aan de Verenigde Staten, want daar buiten verscheen de band zelden in de hitparades. Het plaatje haalde uiteindelijk de vijfde plaats in de Billboard Hot 100.
Johanna schreef voor dit nummer eerste de teksten. Zij kreeg het verzoek nu eens een lied te schrijven over het blijvend samen zijn, in plaats van uit elkaar gaan. Ze overhandigde het bierviltje met de tekst aan haar man John Hall, die er in een kwartier de melodie bij schreef. Zij waren echter zelf niet overtuigd van het feit dat het weleens een hit zou kunnen worden. Muziekproducent Chuck Plotkin, ook al verantwoordelijk voor de keus van de vorige singles, zag er wel wat in.
Van het nummer is een aantal covers bekend, waaronder die van countryzanger Bill Anderson. Ook die versie haalde een hitparade, in dit geval de aan Billboard gelieerde countrylijst.
Opvallend is het verdere gebruik van het lied:
- het Amerikaanse televisiestation ABC gebruikte het lied als tune. Het platenlabel ABC Records, gelieerd aan dat station had de band juist afgeschreven
- het is tegelijkertijd gebruikt in reclamecampagnes van Burger King en Nutrisystem, John Hall vond dat wel komisch; je wint en verliest wat gewicht; andere bedrijven die het gebruikten in hun reclames waren Frontier Airlines en ESPN;
- John Hall werd later activist tegen alles wat met kernenergie te maken had en had het regelmatig aan de stok met de overheid; toch namen de Republikeinense presidentskandidaten George W. Bush (2000) en John McCain (2008) het op in hun playlist, na protest van de zanger werd het eraf gevoerd;
- ook de Democraat Ted Kennedy gebruikte het in zijn campagne (2008)
- de Australische omroep Nine Network gebruikte het

De B-kant werd gevormd door Siam Sam, een lied van Wells Kelly, dat niet op de elpee stond.
Shania Twain borduurde verder op het thema met You're Still the One.

## NPO Radio 2 Top 2000
Still the one stond alleen in 1999 in de NPO Radio 2 Top 2000, op plek 1981.